# Stazione di Modica
La stazione di Modica è lo scalo ferroviario di RFI a servizio della città siciliana di Modica. In passato è stata un'importante stazione ferroviaria, sede di Deposito locomotive e di officina riparazioni.
Da Modica hanno origine treni viaggiatori per Gela, Canicattì, Caltanissetta, Palermo, Siracusa e Augusta.

## Storia
La stazione venne attivata il 23 dicembre del 1891 in seguito alla costruzione della ferrovia realizzata dalla Società per le Strade Ferrate della Sicilia per la connessione dei numerosi ed importanti centri abitati delle provincie di Siracusa, Ragusa e Caltanissetta della Sicilia sud-orientale a quella centrale ed ai porti, di imbarco delle merci, di Siracusa, Pozzallo e Licata.
Il 18 giugno del 1893 con l'apertura all'esercizio della tratta ferroviaria fino a Comiso veniva collegata anche in direzione di Ragusa e Gela.
La stazione venne costruita alla periferia sud del centro abitato in corrispondenza di un pianoro, realizzato artificialmente, sul fianco destro dell'alveo del fiume Modica.

## Caratteristiche
La stazione di Modica è posta allo sbocco della galleria che sottopassa l'abitato sboccando nell'altra vallata del fiume Irminio in direzione di Ragusa ed insiste sulla direttrice ferroviaria Siracusa-Gela-Canicattì per la quale un tempo era stazione capotronco ed oggi è stazione passante, ma nella realtà è rimasta l'unica stazione dell'intera tratta da Siracusa a Caltanissetta Centrale, che dà origine a treni: ogni mattina da Modica partono 5 treni diretti, 1 per Augusta, 2 per Caltanissetta Xirbi (con coincidenza per Palermo), 1 per Siracusa, 1 per Gela. E tutte le notti altrettanti treni trovano dimora, per i servizi del giorno successivo.
La stazione venne dotata di un fascio binari abbastanza consistente, dato che era origine di treni merci e viaggiatori e origine del servizio di spinta in coda ai treni più pesanti in partenza verso Ragusa, il cui percorso era elicoidale ed in forte ascesa. A tale scopo era sede di Deposito Locomotive attiguo, piattaforma girevole da 18,5 m, rifornitori di carbone ed acqua per le locomotive a vapore e servizi di officine e manutenzione.

## Servizi
La stazione dispone di:
- Biglietteria automatica
- Servizi igienici (aperti solo per eventi eccezionali)